# Polymyces wellsi
Polymyces wellsi är en korallart som beskrevs av Stephen D. Cairns 1991. Polymyces wellsi ingår i släktet Polymyces och familjen Flabellidae. Inga underarter finns listade i Catalogue of Life.